# Нафана
Нафана (1720—1848) — держава в південній частині Західної Африки, що утворилася внаслідок міграції племен малінке і бамбара. Нетривалий час була гегемоном в регіоні, але внаслідок внутрішнього протистояння почався занепад. Підкорена державою Кабадугу.

## Історія
Напочатку XVIII ст. малінке швидко рухались на південь та витісняли сенуфо, що до того мали вождества в долині річок Бауле і Сасандра. Вони розселились на великій площі від Туба до Сегели, встановивши тут свою владу. Водночас мігрували бамбара, які близько 1720 року зуміли підкорили малінке і потіснити діулу, створивши власну державу Нафана (за назвою області народу нафана, однієї з племенних груп сенуфо). Засновником став Кома Діарасуба. До 1760 року він здійснив численні походи, створивши потужну державу.
Його наступник Доссо Діарасуба продовжив політику зміцнення Нафани та загарбницькі походи. Втім конфлікт з залежним племен торон призвів до запеклої боротьби, чим скористалися малінке, що повстали 1815 року на чолі із Вакабою Туре. Останній невдовзі створив власну державу Кабадугу. З цього часу Нафана вела запеклі війни проти Кабадугу, поки 1848 року не зазнала поразки й не було підкорена останньою.

## Устрій
На чолі стояв фаама, якому підпорядковувалася політична, військова й судова влада. Також він спирався на раду вождів. Значний вплив мали представники правляячого роду. Держава була поділена на низку провінцій, щодо кількості та називи яких є дискусії.

## Економіка
Основу становили землеробство і тваринництво, якими здійснювалася внутрішня та зовнішня торгівля. работоргівля не мала великого значення.